# Arundinella cochinchinensis
Arundinella cochinchinensis är en gräsart som beskrevs av Yi Li Keng. Arundinella cochinchinensis ingår i släktet Arundinella och familjen gräs. Inga underarter finns listade i Catalogue of Life.